# Vulgar (película de 2024)
«Vulgar» es una película romántica producida en Letonia, escrita y dirigida por el venezolano Santiago Rivero. 
Una coproducción entre Letonia y Venezuela, la película está protagonizada por Gabriel Agüero, Katrine Kreile y Gaile Butvilaite.

## Argumento
La trama de Vulgar se adentra en el intrincado mundo emocional de una joven llamada Angélica. En apariencia, Angélica parece tener un matrimonio perfecto, que representa estabilidad y valores tradicionales. Sin embargo, su vida da un giro inesperado cuando conoce a Simón, un hombre apasionado y de espíritu libre, cuya naturaleza impulsiva contrasta fuertemente con la suya. Su innegable química enciende un romance ardiente que pone a prueba los límites de la vida cuidadosamente construida de Angélica. A medida que se ve envuelta en esta intensa relación, la película explora su viaje de autodescubrimiento, obligándola a enfrentarse a su verdadera naturaleza y a lidiar con el desafío de reconciliar sus nuevas pasiones con los valores que le han inculcado. Vulgar es una conmovedora exploración del amor, la identidad y las complejidades de los deseos humanos.

## Reparto
- Katrina Kreile[1] como Angélica
- Gaile Butvilaite[2] como Norma
- Gabriel Agüero[3] como Simón
- Aris Matesovics[4] como Dairis

## Música
La música original de la película fue compuesta por el músico Antoni Mairata, en adición se incluyeron tres canciones "Vulgar" interpretada por Patrisha, "Vulgar - Male Version" interpretada por Santiago Rivero and "Together Forever" interpretada por Beate Brigmane-Brige, las cuales fueron escritas por Santiago Rivero. 
La canción "Together Forever" fue compuesta por Antoni Mairata y las otras dos por Niko Barisas.